# Musik & Ästhetik
Musik & Ästhetik ist ein Projekt, das 1995 von Ludwig Holtmeier, Richard Klein, Eckehard Kiem und Claus-Steffen Mahnkopf gegründet wurde.

## Ziele
Das Projekt verfolgt diese Ziele:
- Entwicklung und Verbreitung ästhetischer Reflexion in und über Musik;
- Erforschung des Verhältnisses von Musik und Kultur- bzw. Sozialwissenschaften, insbesondere der Philosophie;
- Arbeit an einer musikalischen Analyse, insbesondere der Neuesten Musik;
- Aufbau einer Musikästhetik, die Musikanalyse, geschichtliche Hermeneutik und ästhetische Kritik umfasst;
- Kritische Analyse des Verhältnisses zwischen theoretischer Musikrede und musikalischer Praxis;
- Kommunikation der Musikästhetik mit den „aktuellen“ Diskursen der Kultur- und Sozialwissenschaften und der Philosophie, unter Wahrung der jeweiligen fachlichen Eigenständigkeit und des fachlichen Anspruchs.

Dies geschieht mit
1. der 1995 gegründeten Gesellschaft für Musik und Ästhetik,
2. der seit 1997 im Verlag Klett-Cotta erscheinenden Zeitschrift Musik & Ästhetik,
3. dem 2012 gegründeten Institut für Musik und Ästhetik,
4. Veranstaltungen,
5. Buchpublikationen.

## Konzeption
Die Gesellschaft für Musik und Ästhetik richtet seit 1996 Veranstaltungen aus. Sie kooperierte von 1998 bis 2006 mit den Bludenzer Tagen zeitgemäßer Musik. In Kooperation mit ihr erscheint seit 2002 die englische Buchreihe New Music and Aesthetics in the 21st Century (herausgegeben von Claus-Steffen Mahnkopf, Frank Cox und Wolfram Schurig), bisher 8 Bände. Eckehard Kiem, Richard Klein und Claus-Steffen Mahnkopf waren von 1998 bis 2001 „wissenschaftlicher Beirat“ bei der Produktion des „Stuttgarter Rings“ an der Staatsoper Stuttgart. Claus-Steffen Mahnkopf und Johannes Menke geben seit 2006 die Studienreihe sinefonia im Wolke Verlag heraus.
Die Zeitschrift Musik & Ästhetik wird von Sonja Dierks, Tobias Janz, Claus-Steffen Mahnkopf und Johannes Menke herausgegeben. Sie hat bisher über 650 Aufsätze auf den verschiedensten Feldern veröffentlicht. Sie wird von namhaften Persönlichkeiten des internationalen Musik- und kulturellen Lebens unterstützt und kooperiert mit zahlreichen Mitarbeitern in der ganzen Welt. Sie wurde von 2004 bis 2007 von der Ernst von Siemens Musikstiftung unterstützt.
2012 wurde das Institut für Musik und Ästhetik gegründet. Seine Schwerpunkte sind: Musikphilosophie, Autonome Musikkritik, Empirisch-hermeneutische Musiksoziologie, Zeitgenössische Musik, Musiktheater, Medienarbeit und praktische Expertisen. Es wird geleitet von Claus-Steffen Mahnkopf und Peter Mischung.

## Symposien der Gesellschaft für Musik und Ästhetik
- „Mit den Ohren denken. Adornos Philosophie der Musik,“ Horben 1996.
- „Musik in der Zeit – Zeit in der Musik,“ Freiburg i. Br. 1998.
- „Polyphonie & Komplexität,“ Bludenz 1998.
- „Wagners Ring als Dekonstruktion der Moderne,“ Staatsoper Stuttgart 1999
- „Aspekte der Harmonik neuer Musik,“ Bludenz 2000.
- „Die Grundlagen des zeitgenössischen Komponierens,“ Stuttgart 2002.
- „Morphologie in der Neuen Musik,“ Bludenz 2002.
- „Kritik – Phänomenalität – Kunst. Zum 100. Geburtstag von Theodor W. Adorno,“ Freiburg i. Br. 2003.
- „Kritisches Komponieren,“ Stuttgart 2004.
- „Bringing It All Back Home. Zum kritischen Gehalt von Bob Dylans Werk,“ Frankfurt a. M. 2006.
- „Musik & Gegenwart“ 2007, Leipzig 2007
- „Musik & Gegenwart“ 2008, Leipzig 2008
- „Musik & Gegenwart“ 2009, Leipzig 2009
- „Musik & Gegenwart“ 2010, Leipzig 2010

## Buchpublikationen
- Richard Klein, Claus-Steffen Mahnkopf (Hrsg.): „Mit den Ohren denken.“ Adornos Philosophie der Musik. Suhrkamp, Frankfurt am Main 1998, ISBN 3-518-28978-0.
- Claus-Steffen Mahnkopf (Hrsg.): Richard Wagner. Konstrukteur der Moderne. Klett-Cotta, Stuttgart 1999, ISBN 3-608-91979-1.
- Claus-Steffen Mahnkopf (Hrsg.): Mythos Cage. Wolke, Hofheim 1999, ISBN 3-923997-87-6.
- Richard Klein, Eckehard Kiem, Wolfram Ette (Hrsg.): Musik in der Zeit – Zeit in der Musik. Velbrück, Weilerswist 2000, ISBN 3-934730-27-2.
- Richard Klein in Zusammenarbeit mit der Staatsoper Stuttgart (Hrsg.): Narben des Gesamtkunstwerks. Wagners „Ring des Nibelungen“. Fink, München 2001, ISBN 3-7705-3565-0.
- Eckehard Kiem, Ludwig Holtmeier (Hrsg.): Richard Wagner und seine Zeit. Laaber, Laaber 2003, ISBN 3-921518-95-4.
- Wolfram Ette, Günter Figal, Richard Klein, Günter Peters (Hrsg.): Adorno im Widerstreit. Zur Präsenz seines Denkens. Alber, Freiburg 2004, ISBN 3-495-48131-1.
- Richard Klein: Bob Dylan: My Name It is Nothin’. Nicht Pop, Nicht Kunst. Lukas, Berlin 2006, ISBN 3-936872-45-7.
- Claus-Steffen Mahnkopf: Kritische Theorie der Musik. Velbrück, Weilerswist 2006, ISBN 3-938808-04-7.
- Axel Honneth, Peter Kemper, Richard Klein (Hrsg.): Bob Dylan. Ein Kongreß. Suhrkamp, Frankfurt am Main 2007, ISBN 978-3-518-12507-6.
- Richard Klein, Johann Kreuzer, Stefan Müller-Doohm (Hrsg.): Adorno – Handbuch. Leben – Werk – Wirkung. Metzler, Stuttgart 2011, ISBN 978-3-476-02254-7.
- Johanna Dombois, Richard Klein: Richard Wagner und seine Medien. Für eine kritische Praxis des Musiktheaters. Klett-Cotta, Stuttgart 2012, ISBN 978-3-608-94740-3.

### „New Music and Aesthetics in the 21 Century“
Die englischsprachige Reihe umfasst bisher acht Bände, Hofheim (Wolke):
- Polyphony & Complexity, 2002.
- Musical Morphology, 2004.
- The Foundations of Contemporary Composing, 2004.
- Electronics in New Music, 2006.
- Critical Composition Today, 2006.
- Facets of the Second Modernity, 2008.
- Klaus Huber. From Time – to Time. The Complete Œuvre. Conversations with Claus-Steffen Mahnkopf, 2010.
- Musical Material Today, 2012.